# Take It Easy!
「Take It Easy!」是日本的女子偶像組合Buono!的第8張單曲。2009年8月26日發售。發售公司是波麗佳音。

## 概要
- 初回限定盤是CD和DVD、通常盤是CD構成。初回限定盤和通常有活動參加抽選序號卡和Buono!原創閃卡（初回･通常不同的模式）封入。
- 「Take It Easy!」的中心是鈴木愛理。

## 收錄曲
1. Take It Easy!
（作詞：三浦徳子、作曲：淳君、編曲：西川進）
『守護甜心!!心跳』片尾曲（2009年7月 - 9月）
2. キライスキダイキライ
（作詞：川上夏季、作曲：生田真心、編曲：井上慎二郎）
3. Take It Easy! (Instrumental)
4. キライスキダイキライ (Instrumental)

## 備註
1. ↑  . ナタリー. 2009-06-24  [2012-03-18]. （原始内容存档于2015-05-18）.

## 外部連結
- YouTube上的Buono! 『Take It Easy!』 (MV)
- Buono!官方唱片Archive.today的存檔，存档日期2009-05-02